# Warmersdorf (Wachenroth)
Warmersdorf ist ein Gemeindeteil des Marktes Wachenroth im Landkreis Erlangen-Höchstadt (Mittelfranken, Bayern). Die Gemarkung Warmersdorf hat eine Fläche von 2,293 km². Sie ist in 282 Flurstücke aufgeteilt, die eine durchschnittliche Flurstücksfläche von 8132,48 m² haben.

## Geografie
Das Dorf liegt weitestgehend von Waldgebieten umgeben am Hechtweihergraben (im Unterlauf Ailsbach genannt), einem linken Zufluss der Kleinen Weisach. Eine Gemeindeverbindungsstraße verläuft nach Buchfeld zur Kreisstraße ERH 22/BA 50 (0,9 km östlich) bzw. zur ERH 22/BA 50 (0,8 km nördlich) zwischen Buchfeld und Elsendorf.

## Geschichte
Warmersdorf wurde 1352 erstmals urkundlich erwähnt, als Hans von Lonnerstadt dort Zehntrechte erwarb. Das Kloster Michelsberg hatte im Ort grundherrliche Ansprüche. Ein Teil des Michelsberger Lehen, wechselte mehrfach den Lehensträger und gelangte 1534 schließlich an Sigmund Joachim von Egloffstein zu Mühlhausen. In Warmersdorf gab es auch ein Schlösschen, das 1632 während des Dreißigjährigen Kriegs abgebrannt wurde. Das Hochgericht übte das Rittergut Mühlhausen aus, es hatte aber ggf. an das bambergische Centamt Wachenroth auszuliefern. Vom Castell’schen Amt Burghaslach wurde der bambergische Anspruch bestritten.
Im Rahmen des Gemeindeedikts wurde Warmersdorf dem 1808 gebildeten Steuerdistrikt Unterwinterbach und der 1818 gegründeten Ruralgemeinde Frimmersdorf zugewiesen. 1820 wurde Warmersdorf nach Mühlhausen umgemeindet, am 9. September 1854 schließlich nach Weingartsgreuth. Der gesamte Ort unterstand in der freiwilligen Gerichtsbarkeit dem Patrimonialgericht Mühlhausen (bis 1834).
Am 1. Mai 1978 wurde Warmersdorf im Zuge der Gebietsreform in den Markt Wachenroth eingegliedert.

### Baudenkmäler
- Haus Nr. 16: Zugehöriger Stadel
- Haus Nr. 16: Barocke Türrahmung

### Einwohnerentwicklung
| Jahr      | 001819 | 001861 | 001871 | 001885 | 001900 | 001925 | 001950 | 001961 | 001970 | 001987 | 002020 |
| Einwohner | 113    | 141    | 158    | 159    | 125    | 116    | 159    | 123    | 126    | 123    | 143    |
| Häuser    |        |        |        | 22     | 22     | 23     | 26     | 24     |        | 39     |        |
| Quelle    | [ 10 ] | [ 11 ] | [ 12 ] | [ 13 ] | [ 14 ] | [ 15 ] | [ 16 ] | [ 17 ] | [ 18 ] | [ 19 ] | [ 2 ]  |

## Religion
Der Ort ist seit der Reformation evangelisch-lutherisch geprägt und in die Weingartsgreuther Schlosskirche gepfarrt. Die Einwohner römisch-katholischer Konfession sind in die Kuratie St. Laurentius (Elsendorf) gepfarrt.